# 渡辺公綱
渡辺 公綱（わたなべ きみつな、1941年2月19日 - 2016年10月16日）は、日本の生物学者（分子生物学、生化学）。特にRNA研究において世界的なパイオニアの一人。東京大学名誉教授。

## 経歴
大阪府生まれ、三重県度会郡玉城町育ち。1967年3月、東京大学教養学部基礎科学科卒業、1972年3月、東京大学大学院理学系研究科相関理化学専門課程博士課程修了、理学博士。
1972年4月、三菱化成生命科学研究所研究員となる。1975年9月から1977年12月まで西ドイツのマックス・プランク実験医学研究所で博士研究員を務める。
1980年7月から東京大学農学部農芸化学科助教授、1983年4月に東京大学工学部助教授、1988年3月に東京工業大学大学院総合理工学研究科生命化学専攻教授、1990年6月に東京工業大学生命理工学部生体機構学科教授、1991年9月に東京大学工学部工業化学科教授、1993年に東京大学工学部工業化学科学科長、工学部化学系の学科再編に尽力。1996年4月に大学院重点化による組織換えに伴い、東京大学大学院工学系研究科化学生命工学専攻教授。東京大学大学院新領域創成科学研究科の設立に多大な貢献を果たし、1999年の東京大学新領域創成科学研究科先端生命科学研究系長の後、東京大学の評議員。
1999年4月に東京大学大学院新領域創成科学研究科教授を歴任。2003年5月からは独立行政法人産業技術総合研究所生物情報解析研究センター・センター長を併任した。
2004年3月に東京大学を定年により退職後、2004年4月に独立行政法人産業技術総合研究所生物情報解析研究センター・センター長を専任。2004年6月には東京大学名誉教授の称号を授与。2008年4月から2010年3月までは、独立行政法人産業技術総合研究所バイオメディシナル情報研究センターの研究技術総括を担当。2010年に東京薬科大学生命科学部客員教授。2015年4月より東京薬科大学生命科学部客員研究員。
2016年10月16日付で瑞宝中綬章(従四位)が授与された。

## 業績
研究内容は主として、転移RNA(tRNA)の構造と機能およびタンパク質合成に関する研究である。数々の優れた成果の中で、高度好熱菌tRNAに含まれる2チオリボチジミンがtRNAの耐熱性に寄与していることを示した研究や、ミトコンドリアtRNAの特異構造や新規な修飾塩基の発見、ミトコンドリアタンパク質合成に関する一連の研究は、オリジナリティの高い成果として世界的にも注目されている。
1980年度日本生化学会奨励賞を受賞。1992年に国際ヒューマンフロンティアサイエンスプログラムに採択、PIとして国際共同研究を牽引。1997年からは5年間、文部省特定領域研究「RNA動的基盤の分子機構」の領域代表。第24回核酸化学シンポジウム組織委員長、第17回国際tRNAワークショップのコオーガナイザー。1998年にはNucleic Acid Research誌の編集委員に選出。2002年には第55回日本化学会賞を受賞。
その他に主なものとして、日本化学会「化学と工業」編集委員(1985年4月から1987年3月)、日本生化学会評議員・参与（1989年10月）、日本分子生物学会庶務幹事(1991年10月から1993年9月)、日本生化学会理事(1996年10月から1998年9月)、日本生化学会JB部門編集長(1996年10月から2000年9月)、日本学術振興会未来開拓学術研究推進事業委員会委員(1997年6月から1999年6月)、日本バイオインダストリー協会評議員(1997年4月)、基盤技術研究促進センター技術評価委員会委員(1997年4月から2002年3月)、日本学術振興会特別研究員等審査会委員(1998年4月から2000年3月)、日本RNA学会会長(2004年4月から2006年3月)、社団法人バイオ産業情報化コンソーシアム(JBIC)理事(2003年5月)などがある。
2016年にノーベル生理学・医学賞を受賞した大隅良典、DNAシーケンサーの開発で知られる神原秀記は同じ東京大学教養学部基礎科学科の2期生にあたる。